# Kati (ville)
Pour les articles homonymes, voir Kati.
Kati est une ville et une commune urbaine malienne, chef-lieu de cercle dans la région de Koulikoro, elle s'étend sur une partie nord-ouest de l'agglomération de Bamako.

## Géographie
Elle est située sur la route nationale RN 3 (axe Bamako-Nioro-Mauritanie) à 16 km du monument de l'indépendance, centre-ville de Bamako au nord-ouest de la capitale malienne. La ville de Kati compte près de 255 000 habitants, elle est enclavée dans la commune rurale de Kambila.
Le chef-lieu cercle de Kati est composé de 37 sous-communes ou « communes ». La ville abrite aussi une cité-garnison, l'un des plus grands camps militaires du pays.

## Histoire
Il existe plusieurs versions de l’histoire de la ville de Kati qui ont cependant plusieurs points communs. Le nom Kati est issu de la contraction du mot bambara « katigueleni » pour  caractériser la témérité de  Koné Bourama fondateur de la ville vers la fin du XVIe siècle. Originaire de Doubako dans la région de Sankaarani (actuelle république de Guinée), Koné Bourama était un chef guerrier. À la faveur d’une guerre fratricide, il décida de s’exiler. Son odyssée l’amène d’abord dans la ville actuelle de Kati où il conclut un pacte d’alliance a vie avec les Konaté  de Bamako qui habitaient a l’époque un hameau. C’est sur les conseils de ces derniers qu’il demanda à Diamoussadian  Niaré, chef des Niaré de Bamako l’autorisation d’aller s’installer à Kati, lieu propice à la chasse et à l’agriculture. Malheureusement, le lieu était hanté. Les Nairé finissent par appeler Kene Bourama « katiguelen » c'est-à-dire l’intransigeant, le rebelle[réf. nécessaire].
C’est à Kati qu’en 1886 que la France implanta le 2e régiment des tirailleurs sénégalais. C’est également à Kati que Hacquart fonda la mission catholique en 1897. Les rails furent implantés en 1904[réf. nécessaire].

Vues historiques (AOF)
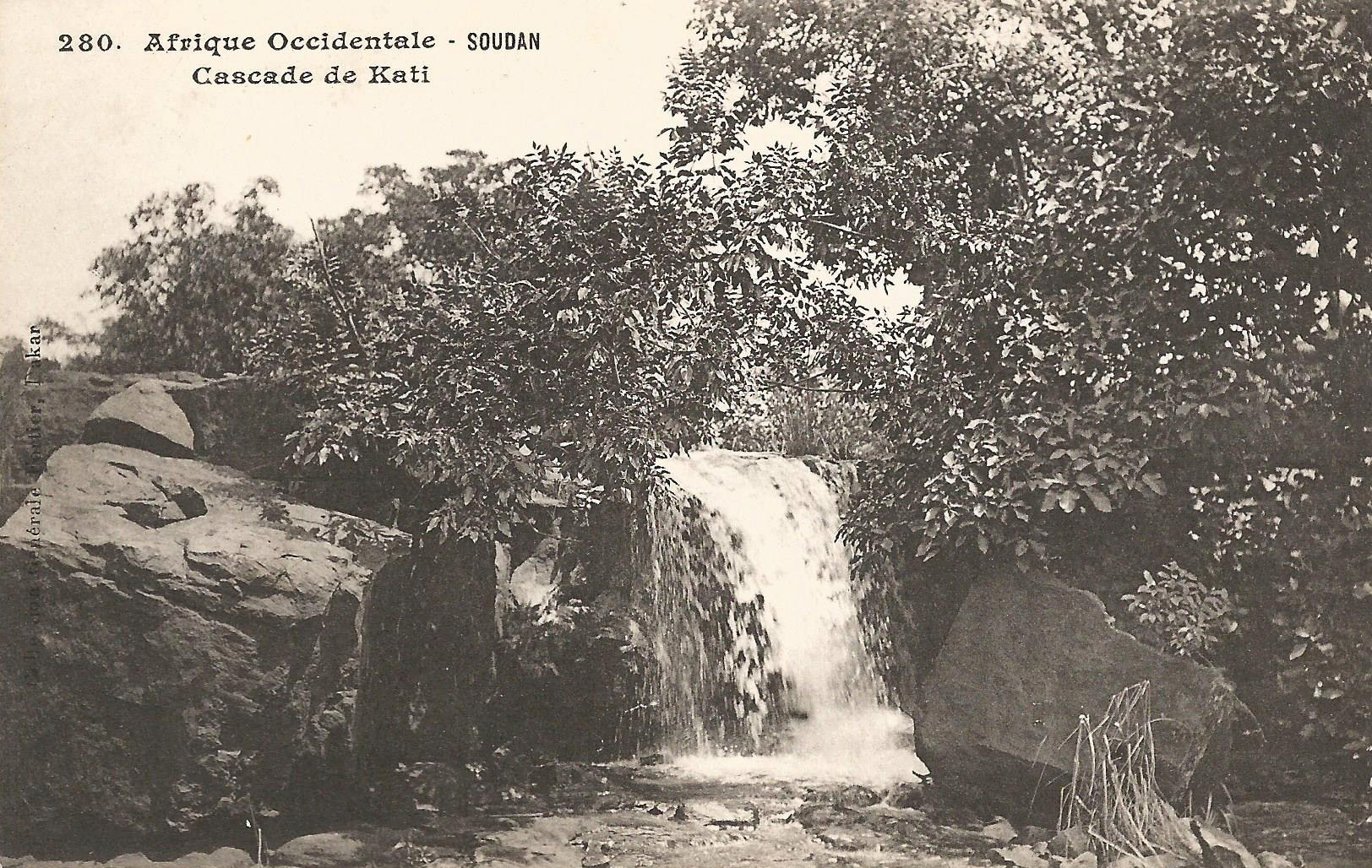
Cascade.
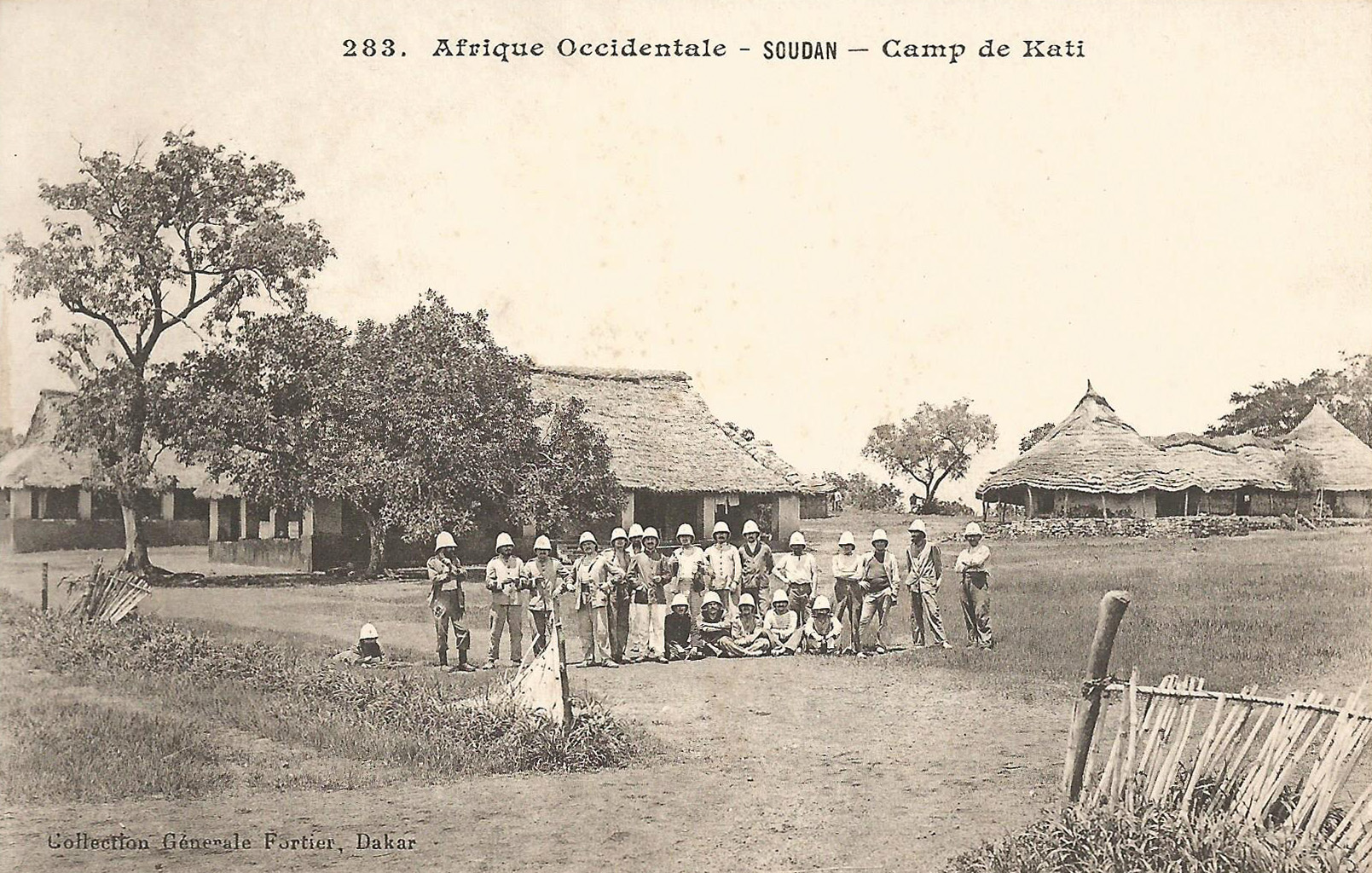
Camp de Kati.
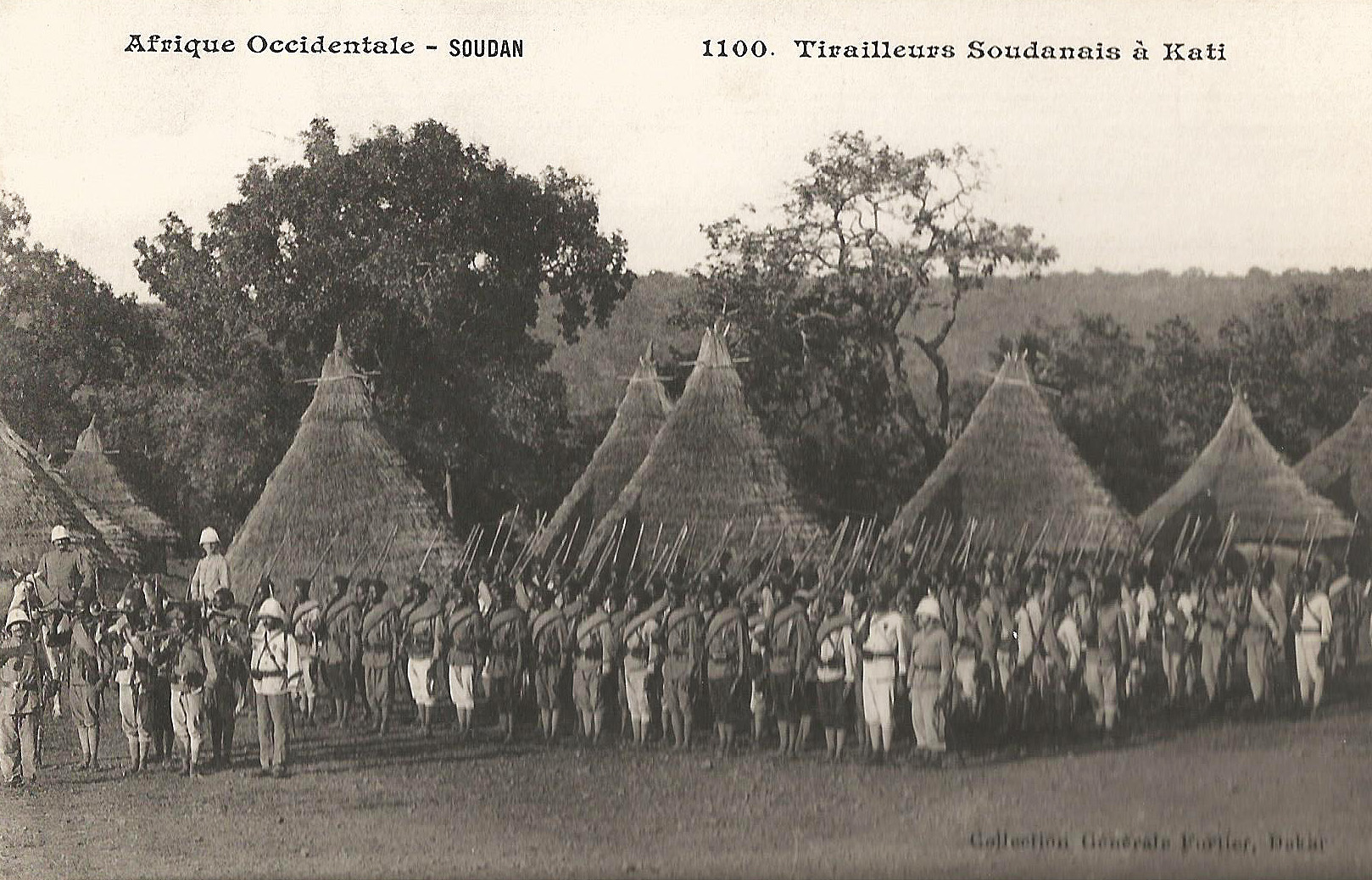
Tirailleurs soudanais.
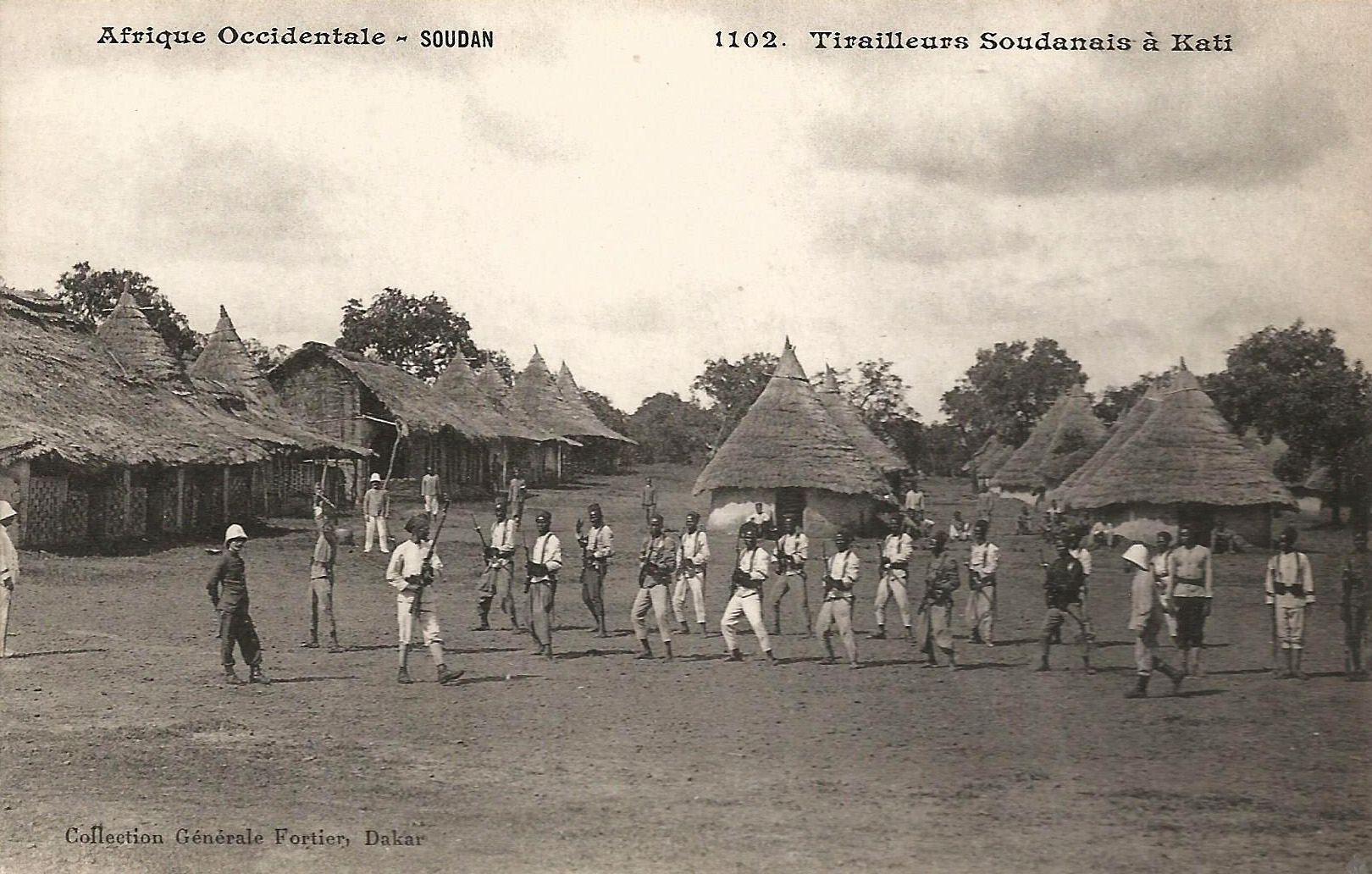
Tirailleurs soudanais.

Le 18 novembre 1955 peu avant l'indépendance, au temps du Soudan français et par la loi française no 55-1489, Kati devient une commune de moyen exercice, dirigée par un maire, fonctionnaire nommé par le chef de territoire, assisté d’un conseil municipal.
La loi du 2 mars 1966 donne un statut commun à toutes les communes créées avant l’indépendance du Mali en 1960. Un conseil municipal élu désigne en son sein le maire et un ou plusieurs adjoints.
Du 27 au 30 décembre 2004, la Coordination des associations, organisations et mouvements de la jeunesse de Kati a organisé une rencontre de jeunes du Mali, du Burkina Faso, de Guinée, de Côte d'Ivoire, du Sénégal et du Togo qui eut pour objet la convention dite de Bobo Dioulasso, ville burkinabè où avait eu lieu la rencontre précédente en décembre 2003. Les jeunes s’étaient engagés à apporter leur contribution aux règlements des problèmes auxquels font face leurs pays : santé des jeunes et adolescents, sida, avancée du désert, conflits armés, analphabétisme, etc. La rencontre de Kati portait cette année sur l'implication des jeunes dans le renforcement de l'intégration africaine et le rôle de la jeunesse dans la lutte contre la désertification.
En août 2020, Kati est le lieu de départ d'une mutinerie, ayant pris en otage Ibrahim Boubacar Keïta, le président du Mali et Boubou Cissé, le premier ministre du Mali.

## Quartiers

Carte communale

La commune s'étend sur 16 quartiers relevés lors du recensement général de 2009. 
Les quartiers les plus peuplés sont :
- Malibougou (15 561 habitants)
- Koko (14 295 habitants)
- Sananfara (12 400 habitants)

En 2023, la loi 2023-007 attribue à la commune 13 quartiers ou villages  :
- Samakébougou
- Noumorilla
- Mission
- Kati Coura
- N'Tominikoro
- Malibougou
- Banambani
- Farada
- Sananfara
- Kati Koko
- Kati Coro
- N'Toubana
- Siraco-Niaré

## Équipement
Kati possède un hôpital civil et militaire. Une Maison des Jeunes et de la Culture a été créée avec le soutien de la coopération française.

## Démographie
| 1976   | 1987   | 1998   | 2009   |
| ------ | ------ | ------ | ------ |
| 24 831 | 34 315 | 52 714 | 84 500 |

## Éducation
Les enfants de Kati sont scolarisés dans de nombreuses écoles fondamentales publiques et privées de premier et de second cycle. Dans les écoles publiques, les effectifs dépassent souvent la centaine d'élèves par classe
Un lycée public, le lycée Mamby Sidibé et plusieurs lycées privés sont implantés sur la ville. Le Lycée public Mamby Sidibé a ouvert le 7 novembre 1995. À la rentrée 2006-2007, il comptait 32 classes et accueillait 1 044 élèves.

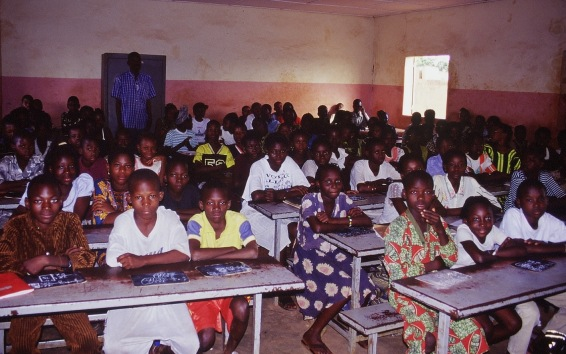
Salle de classe dans une école publique à Kati.

Pour les écoles fondamentales, les classes dans les écoles publiques sont également surchargées, des places compensées par des fondamentales privées, notamment l'école privée Bakary Sidibé située au bord du camp militaire dans le quartier de Sananfara.
Le Prytanée militaire de Kati a été remis sur pied en octobre 1981. Situé dans le camp militaire Soundiata-Keïta, c’est un établissement dispensant aux élèves un enseignement fondamental et secondaire couplé à une formation militaire. En 2007, il accueille 320 élèves, maliens et africains. Il a succédé à l'école des enfants de troupe de Kati et à l'École militaire interarme. Créée en 1923 par les colonisateurs français et renommé École militaire préparatoire africaine, l'École des enfants de troupe de Kati accueille les enfants des militaires africains qui s'engagent ensuite dans le régiment des tirailleurs sénégalais (RTS). Dissoute en 1960 lors de l'indépendance du Mali, elle est remplacée par l'École militaire inter arme, transférée en 1980 à Koulikoro.
Le lycée sportif Ben Oumar Sy, du nom d’un ancien footballeur artisan de la création du club de football de Stade malien, était abrité depuis octobre 2000 dans les locaux du Prytanée militaire à Kati jusqu’en 2007, année où il s’installe à Kabala, dans la commune de Kalabankoro.
L'académie d'enseignement de Kati comprend, depuis le 22 février 2012 les centres d'animations pédagogiques de Kati, Baguinéda, Kalabancoro, Kangaba, Sangarébougou et Ouéléssébougou.

## Sport
Le club phare de la ville demeure le « Mamahira AC » nom emprunté à une mare sacrée. Le club est omnisports (football, basket ball, handball, voley ball). La section football a évolué un temps dans l'élite nationale, finaliste de la Coupe du Mali en 2002.
Depuis 1999, la commune urbaine possède une deuxième équipe de football dénommée « Bourou Massa FC », une association sportive affiliée à la Fédération malienne de football.
En 1999, par décision du Comité Directeur du club, un centre de football a été créé sous le nom de « Centre de Formation Bourou Massa FC » qui est affilié à l'Association des Centres de Football (ACFOOT) . Le but étant d'offrir aux enfants un encadrement dans le cadre de la mise en œuvre de la politique de formation du club. Actuellement[Quand ?], le centre forme les cadets et les minimes.
Le 2 août 2004, une annexe de l’école de football, Nojo sports a été créée à Kati.

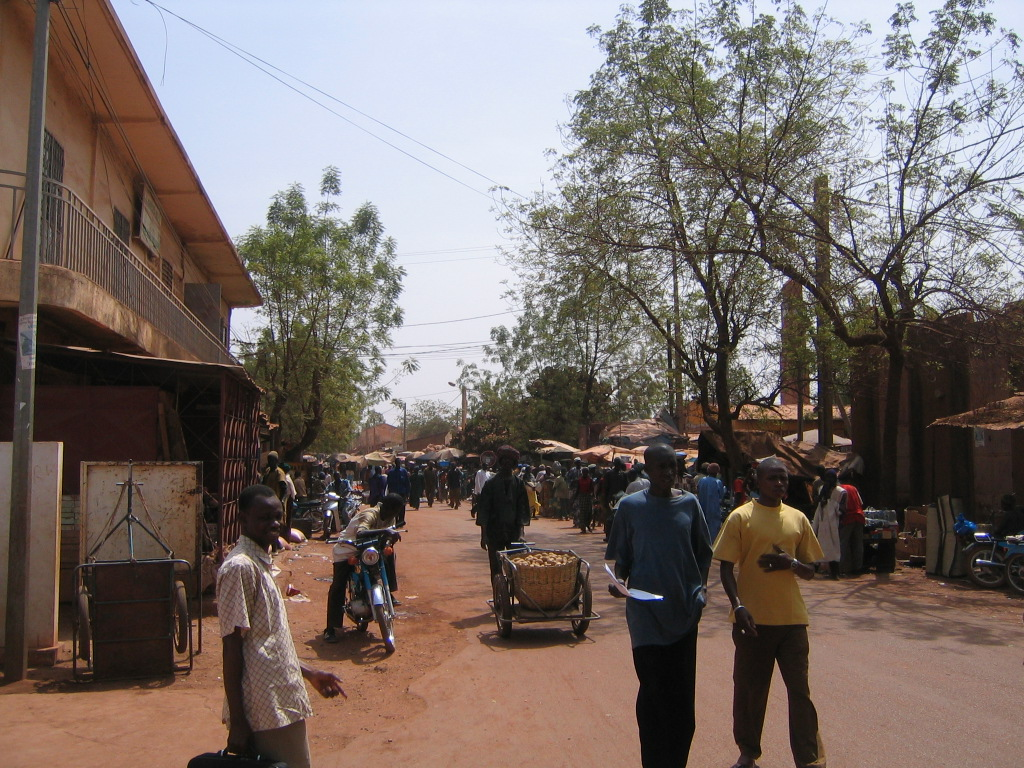
Scènes de rue à Kati.

## Économie et transport
Les transports sont quasi inexistants à Kati. Quelques Sautrama (mini-bus malien) relie la ville à Bamako.
Les cultures maraîchères sont développées dans la région. Un important marché au bétail a lieu chaque semaine dans la commune voisine de Kambila.
Kati est située sur la ligne du chemin de fer Dakar-Niger reliant Bamako à Dakar via Kayes, et sur la route Bamako-Kolokani et Kati-Néguéla-Kita.
La distribution d’eau potable à Bamako et à Kati est assurée par une station de pompage sur le fleuve Niger située dans la capitale malienne. Cependant, la capacité de 135 000 m3 d’eau potable par jour est insuffisante pour assurer les besoins estimés à 152 000 m3 durant la saison chaude entre avril et juin. Durant cette période, Kati est victime de fréquentes coupures d'eau dans la journée. Une nouvelle station de pompage doit ouvrir à Kabala en 2009.
La ville accueille aussi la société Kati qui est l'une des premières compagnies d'eau en bouteille du Mali

## Langue
La population parle essentiellement le bambara.

## Religion

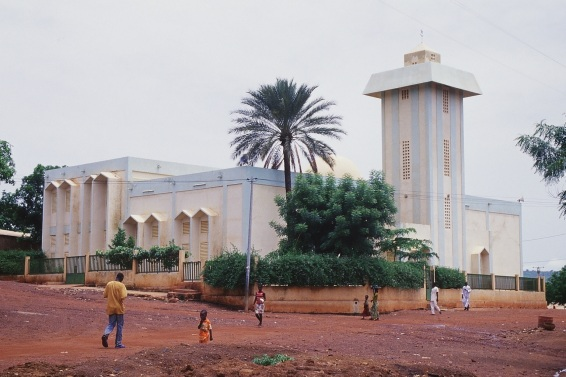
La mosquée de Kati.

La population est majoritairement musulmane. La communauté catholique est bien implantée avec la présence d’une mission catholique.

## Culture
Plusieurs groupes de rap ont été formés par des jeunes katois, dont Kira Kono créé le 3 mars 1999 par Amadou Oury Diallo (kosky) et Mahamadou Sangaré (Mogony) ou le groupe Joloko composé de King Kj, Digalo et Weezy soninke.

## Personnalités natives de Kati
- Chris Seydou, grand couturier
- Doumbi Fakoly, écrivain
- Mamadou Konaté, homme politique.
- Adame Ba Konaré, historienne et ex-première dame du Mali.
- Assimi Goïta, militaire et Président intérimaire du Mali.
- Safiatou Ba, écrivaine malienne

## Jumelages
- Puteaux (France).

Des accords de partenariat existent avec elle.
- Saint-Sébastien-sur-Loire (France)[18]
- Erfurt (Allemagne)[19].

## Politique
| Année | Maire élu       | Parti politique |
| ----- | --------------- | --------------- |
| 2004  | Yoro Ouologuem  | Parena          |
| 2009  | Hamalla Haidara | Adéma-Pasj      |